# Bretagne
 Der er for få eller ingen kildehenvisninger i denne artikel, hvilket er et problem. Du kan hjælpe ved at angive troværdige kilder til de påstande, som fremføres i artiklen.

Bretagne er både en fransk region og den bretonske nations hjemland. Bretagne dækker den store trekantede halvø, der skyder sig frem fra den franske atlanterhavskyst mellem Den engelske kanal og Biskayen. Indbyggerne kaldes bretoner, og de kalder området for Breizh, (forkortet BZH, hvad man ofte ser som nationalitetsbetegnelse på køretøjer i Bretagne). Den lokale, fransksprogede dialekt kaldes gallo, og på det sprog hedder landet Bertaèyn.
Den nuværende region Bretagne er mindre end det historiske hertugdømme, der var et mere eller mindre uafhængigt len indtil 1532, men derefter i personalunion med Frankrig indtil 1790, hvor det også formelt blev indlemmet i den franske stat. Tabet af landområde ses af, at mens de bretonske hertuger havde Naoned (= Nantes) som hovedstad, har regionen i dag Roazhon (= Rennes) som administrativt centrum. Det tabte område er i dag underlagt regionen Pays-de-la-Loire. De andre store byer i Bretagne er Brest, Quimper, Vannes, Lorient og Saint-Brieuc.

## Historie
Regionen var et keltisk område, beboet af flere forskellige stammer, da det først blev nævnt i skrevne kilder. Landet havde på det tidspunkt allerede en lang forhistorie, hvad de mange bautasten, kæmpehøje og stenrækker vidner om. Julius Cæsars romerske legioner besejrede kelterne her som i resten af det nuværende Frankrig, og de brugte navnet Aremoricae (= "som vender mod havet") om landet.
Omtrent år 500 blev kelterne i det nuværende England fordrevet af angelsakserne, og mange af dem emigrerede fra Storbritannien til det lille Britannien (Bretagne). De bragte deres sprog, religion og kultur med sig, men de må have fundet en oprindelig, gallo-romansk befolkning, som boede der i forvejen. Især i egnen omkring Gwened (=Vannes) kan man finde rester af det oprindelige, galliske sprog i den nuværende, keltiske dialekt.
Hertugdømmet Bretagne var uafhængigt af Frankrig indtil slutningen af det 15. århundrede. Det var stadigvæk formelt uafhængigt indtil 1532, da det indgik i en personalunion med den franske krone. Landet beholdt dog en række privilegier (eget parlament, egne love, særlige handelsrettigheder) indtil det jakobinske flertal iværksatte en statslig centralisering i begyndelsen af Den franske revolution.
Det medførte, at det gamle hertugdømme fra 1790 blev inddelt i fem departementer:
- Côtes-du-Nord (senere Côtes-d'Armor)
- Finistère
- Ille-et-Vilaine
- Morbihan
- Loire-Inférieure (senere Loire-Atlantique)

Disse fem departementer udgør tilsammen det gamle Bretagne, men landet ophørte med at eksistere som administrativ enhed, ganske som det skete med de øvrige, oprindelige provinser i Frankrig. Tidligere havde man opdelt landet i 9 bispedømmer (symboliseret ved de 9 sorte og hvide striber i flaget), og de kom senere til at danne grundlaget for den nationale selvbevidsthed i det moderne Bretagne.
Under den 2. verdenskrig, hvor Nordfrankrig og dermed også Bretagne var besat af Tyskland, undertegnede marskal Pétain som leder af den tyske lydstat i Sydfrankrig en traktat, som reorganiserede de franske provinser. Derved blev Bretagne gendannet for en kort periode (1941-1945). Den tyske besættelse blev en besværlig periode for bretonerne. På den ene side åbnede tyskerne en mulighed for at frigøre sig af den franske dominans, men på den anden side kæmpede mange bretoner mod den tyske besættelse af landet. Konsekvensen af Pétains opdeling og den opblussende, bretonske frihedsbevægelse blev en betydelig fransk mistænksomhed overfor bretonerne, og centraliseringen blev genindført.
I 1956 genskabte man dog Bretagne som en administrativ region, ganske vist udelukkende af praktiske og ikke af historiske grunde, og i samme reform blev departementet Loire-Atlantique med Nantes overført til regionen Pays-de-la-Loire. I 2004 er den folkelige opinion i det tabte departement stort set positivt indstillet til en genforening med resten af Bretagne. Da iværksættelsen af denne overflytning naturligvis skaber en række problemer, står det stadigvæk hen, hvornår man i givet fald vil gennemføre ændringen.
I de senere år har det bretonske sprog været i konstant tilbagegang, men det er lykkedes at få oprettet et bretonsksproget skolesystem frem til gymnasialt niveau, og universitet i Brest har en lærestol i bretonsk. Det alvorligste problem er dog den franske centraladministrations indgroede modvilje mod alt, der kan true statens franske karakter og samhørighed. Derfor vender bretonerne sig i stigende grad til den Europæiske Union, hvor der er betydeligt større forståelse for mindretalsproblemer. Den lurende konflikt mellem region, nationalstat og union er endnu ikke i åbent udbrud, men savner på den anden side en varig løsning.

## Politik
- Bretonsk nationalisme
- Fransk centralisme
- Fransk sprogpolitik

## Geografi
Bretagne er den region i Frankrig, som har den længste kystlinje. Man skelner fra gammel tid mellem de kystnære områder (Arvor) og de centrale (skov)egne (Argoat). Selv om regionen ikke når de store højder, er forskellen mellem bakkedragene og lavlandet meget markant i de klippefyldte egne, mens den er mere blid i landbrugsområderne mod øst og syd.
Klimaet er meget mildt med små forskelle mellem sommer- og vintertemperaturerne. Dette er særligt tydeligt nær ved de lange kyster. Nordvestenvinden (gwalarn på bretonsk) dominerer langs nordkysten. Der er ofte perioder med let regn. Det er helt almindeligt, at overskyede perioder skiftes med opklaringer inden for én og samme uge.
Vegetationen er frodig. Tidligere var Bretagne et land fyldt med træer, men omfordelingen af jordlodderne i 1960'erne fjernede en stor del af de levende hegn, der indrammede markerne. Det gjorde det muligt at modernisere landbruget, men det medførte også, at man mistede en del af overfladebeskyttelsen af markerne

## Økonomi
Bretagnes økonomi drejer sig om landbrug og fødevareindustrier, turisme langs kysterne og nogle hotspots for avanceret teknologi (Rennes og Lannion f.eks.).

## Religion
Allerede før den keltiske periode rejste folk i Bretagne bautastene, kæmpehøje og stenrækker. Det er ikke bevist, at de havde religiøse anvendelser, selv om det er sandsynligt. Den druidiske religion blev udbredt med kelternes ankomst til Gallien og de Britiske øer. Derimod har romernes besættelse af halvøen ikke efterladt nævneværdige, religiøse spor. Ved afslutningen af den gallo-romanske periode lagde britiske stammer, der udvandrede fra øerne til Bretagne, vægt bag indførelsen af en ny religion: Kristendommen, der efterhånden erstattede de gamle trosretninger. Den druidiske hedenskab modstod dog i århundreder den dominerende kristendom med mere eller mindre fredelige midler. Endnu i dag minder et antal lokale legender og traditioner om druidiske skikke.
De kristne i Bretagne er for størstedelen katolske i en meget alvorspræget retning, som skyldes en vækkelsesbevægelse i det 19. århundrede. Bretagnes beskytterinde er den hellige Anna, som ifølge traditionen var mor til Jomfru Maria og altså Jesu mormor. Den mest afholdte helgen er St. Yves (1253 – 1303), en præst og jurist, som viede sit liv til at beskytte og frelse de fattige.
Der findes vidnesbyrd siden Middelalderen om en pilgrimsfærd, der blev kaldt Tro Breizh (Bretagne rundt), og hvor pilgrimmene kastede sig på gravene af Bretagnes syv grundlæggende helgener:
- sankt Paulus Aurelius (sant Paol) i Saint-Pol-de-Léon,
- sankt Tugdual (sant Tudwall) i Tréguier
- sankt Brieuc (sant Brieg) i Saint-Brieuc,
- sankt Samson (sant Samzun) i Dol-de-Bretagne
- sankt Paterne (sant Patern) i Vannes
- sankt Corentin (sant Kaourintin) i Quimper.

Tidligere gennemførte man pilgrimsruten Tro Breizh (= Bretagne rundt) i én omgang (ca. 600 km !). Nu om stunder gør man det ad flere gange, fordelt over mange år. I 2002 lod man Tro Breizh foregå i Wales for på den måde at rejse i modsat retning af de walisiske helgener sankt Paol, sankt Brieuc og sankt Samson.

## Kultur

### Sprog
Bretagne rummer historisk set to sprogområder: Dels Nedre Bretagne eller Breizh Izel (hele Finistère, den vestlige del af Morbihan og af Côtes-d'Armor, og enklaven Bourg-de-Batz i regionen Loire-Atlantique), hvor man har talt det oprindeligt bretonske sprog (som er beslægtet med kornisk og walisisk), også kendt som brezhoneg. Og dels Øvre Bretagne Breizh Uhel (hele (Ille-et-Vilaine, den østlige del af Côtes-d'Armor og af Morbihan), hvor man først talte bretonsk, men senere en romansk dialekt (langue d'oïl), der kendes som gallo. Grænsen mellem de to områder er i tidens løb blevet forskudt mod vest, sådan at færre og færre taler bretonsk.
Som mange andre af de regionale sprog i Frankrig er begge de to sprog i Bretagne næsten forsvundet og er blevet erstattet af fransk. Den udvikling tog især fart fra slutningen af det 19. århundrede. Men bretonsk fik ny styrke efter den 2. verdenskrig med en vigtig opblomstring i 1970'erne, og tilsvarende er gallo-sproget blevet mere hørt efter 1990.
Antallet af folk, der har bretonsk som modersmål, falder stadig, men det er alligevel det næststørste blandt de levende, keltiske sprog kun overgået af walisisk. Resultatet af en videnskabelig undersøgelse i 1999 var, at der er flere end 260.000 bretonsktalende over 18 år i de 5 "bretonske departementer" (og 295.000 i hele området). Hertil skal lægges virkningerne af de tosprogede skoler, som havde 8.874 elever i begynderklasserne i 2003, og ligeledes de elever, som følger kurser i bretonsk i de offentlige skolers grundforløb (flere end 7.600 i 2002/2003) eller på højere niveau (flere end 8.000 i 2002/2003).
For nylig er bretonsk også blevet synlig i det offentlige liv, bl.a. via de tosprogede vejskilte, der ses overalt i regionen. I 2003 er der, takket være en indsats fra Kontoret for det Bretonske Sprog (Ofis ar Brezhoneg) blevet udgivet et vejkort over Bretagne, hvor alle stednavne er vist på bretonsk.